# O Segredo do Molho
O Segredo do Molho é um média-metragem ítalo-brasileiro de 2014, dirigido por Leonardo Liberti e protagonizado pelo humorista Rafinha Bastos. A produção foi lançada exclusivamente pelo You Tube em 2 de Outubro de 2014 e foi realizado sem qualquer patrocínio privado. É adaptado do texto italiano Non è quel che sembra de Virgínio Liberti.

## Sinopse
Em meio a crises e protestos no Brasil, um político (Rafinha Bastos) ao tomar posse, discursa em rede nacional sobre sua trajetória de vida, sua vivência e família e explicita bem que a pessoa que ele é hoje, corrupta e arrogante, foi devido a toda a educação que adquiriu na infância.